# در چشم طوفان

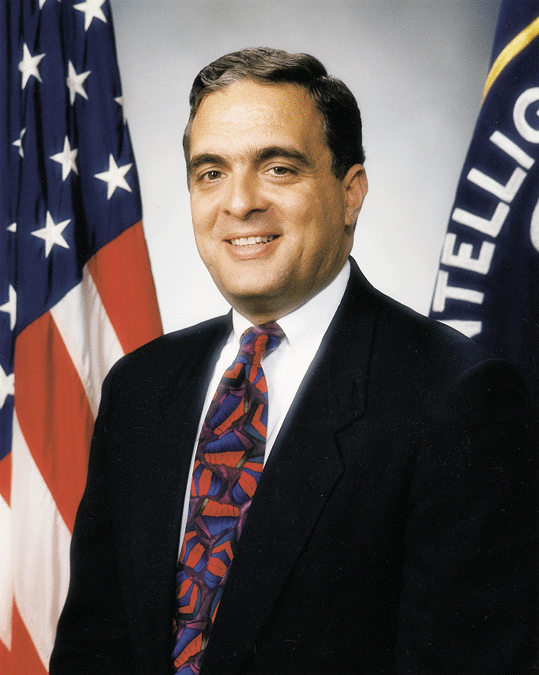
George Tenet

در چشم توفان (به انگلیسی: At the Center of the Storm) کتاب خاطرات جورج تنت رئیس پیشین سازمان اطلاعات مرکزی ایالات متحده امریکا انتشارات هارپر کالینز در سال ۲۰۰۷ میلادی این کتاب را منتشر کرد.
این کتاب دارای سه بخش و 23 فصل است که در آن «تنت» از شکنجه زندانیان، وجود زندان‌های مخفی در خارج از آمریکا و اعزام مظنونان خارجی به تروریسم برای بازجویی به این زندان‌ها خبر می‌دهد و می‌نویسد که این شکنجه‌ها تنها در مورد بعضی از بدترین تروریست‌ها اعمال شده‌است.
«تنت» از نظر مقامات دولت جرج بوش دوم متهم است که نتوانسته است حمله 11 سپتامبر سال 2001 به برج‌های دوقلوی مرکز تجارت جهانی در نیویورک را پیش‌بینی کرده و از وقوع آن جلوگیری کند. وی همچنین متهم است که با انتشار اطلاعات و تحلیل‌های نادرست، دولت آمریکا را برای حمله به عراق و اشغال این کشور تشجیع کرده‌است. «تنت» در این کتاب کوشیده است به این اتهامات پاسخ دهد و اطلاعاتی در مورد گردش کار در سیا، ساختار این نهاد و رابطه آن با دیگر نهادهای سیاسی و امنیتی آمریکا ارائه کرده‌است.
دوگ فیت، معاون وزارت دفاع آمریکا دربارهٔ این کتاب می‌گوید: بحث اصلی «تنت» این است که وی در تصمیم‌گیری برای جنگ بی‌تقصیر بوده‌است. اگر چنین است، به جای این که اسم کتاب را «در چشم توفان» انتخاب کند، باید نام آن را «آیا اصلاً توفانی بوده است؟» می‌گذاشت.
کتاب یاد شده در سال ۱۳۸۹ از سوی علی‌اکبر عبدالرشیدی مترجم ایرانی به زبان فارسی ترجمه و از سوی انتشارات سروش چاپ و انتشار یافت.